# Limatula
Limatula is een geslacht van tweekleppigen uit de familie van de Limidae.

## Soorten
- Limatula abyssicola Okutani, 1962
- Limatula acherontis Fleming, 1978
- Limatula aequatorialis (Thiele, 1920)
- Limatula agulhasensis (Thiele, 1920)
- Limatula aphrodita Boone, 1928
- Limatula arcis C. A. Fleming, 1978 †
- Limatula attenuata Dall, 1916
- Limatula aupouria Powell, 1937
- Limatula bisecta J. A. Allen, 2004
- Limatula bismarckiana (Thiele, 1920)
- Limatula bullata (Born, 1778)
- Limatula celtica J. A. Allen, 2004
- Limatula ceylanica (A. Adams, 1864)
- Limatula chilensis Campusano, Ruz & Oliva, 2012
- Limatula choshiensis Kuroda & Habe in Habe, 1961
- Limatula colmani C. A. Fleming, 1978
- Limatula confusa (E. A. Smith, 1885)
- Limatula craigensis C. A. Fleming, 1955 †
- Limatula deceptionensis Preston, 1916
- Limatula delli Fleming, 1978
- Limatula demiradiata J. A. Allen, 2004
- Limatula densecostata (Thiele, 1920)
- Limatula domaneschii Oliveira & Absalão, 2008
- Limatula exigua (Thiele, 1920)
- Limatula exulans C. A. Fleming, 1978 †
- Limatula filatovae Okutani, 1975
- Limatula gagei C. A. Fleming, 1978 †
- Limatula gibba (Jeffreys, 1876)
- Limatula gwyni (Sykes, 1903)
- Limatula hodgsoni (E. A. Smith, 1907)
- Limatula hyperborea Jensen, 1905
- Limatula impendens Kilburn, 1998
- Limatula ingolfiana Jensen, 1912
- Limatula insularis W. R. B. Oliver, 1915
- Limatula intercostulata Kilburn, 1998
- Limatula iredalei Fleming, 1978
- Limatula jacksonensis (Thiele, 1920)
- Limatula japonica A. Adams, 1864
- Limatula jeffreysi (P. Fischer, 1882)
- Limatula jeffreysiana (Tate, 1887) †
- Limatula kinjoi Hayami & Kase, 1993
- Limatula kurodai Oyama, 1943
- Limatula laminifera (E. A. Smith, 1885)
- Limatula leptocarya (Melvill, 1898)
- Limatula louiseae A. Clarke, 1974
- Limatula maoria Finlay, 1926
- Limatula margaretae J. A. Allen, 2004
- Limatula maxwelli C. A. Fleming, 1978 †
- Limatula morioria Marwick, 1928 †
- Limatula nippona Habe, 1960
- Limatula nodulosa Verrill & Bush, 1898
- Limatula oliveri Powell, 1958
- Limatula ovalis (Thiele, 1912)
- Limatula ponderi Fleming, 1978
- Limatula pontis C. A. Fleming, 1978 †
- Limatula powelli Fleming, 1978
- Limatula pusilla (H. Adams, 1871)
- Limatula raoulica Fleming, 1978
- Limatula regularis Verrill & Bush, 1898
- Limatula saturna F. R. Bernard, 1978
- Limatula setifera Dall, 1886
- Limatula siberutensis (Thiele, 1920)
- Limatula sibogai (Prashad, 1932)
- Limatula siligo Fleming, 1978
- Limatula similaris (Dall, 1908)
- Limatula similis (A. S. Jensen, 1912)
- Limatula simillima (Thiele, 1912)
- Limatula smithi J. A. Allen, 2004
- Limatula spinulosa Fleming, 1978
- Limatula strangei (G. B. Sowerby II, 1872)
- Limatula subauriculata (Montagu, 1808)
- Limatula subovata (Monterosato, 1875)
- Limatula subtilis (E. A. Smith, 1895)
- Limatula suteri (Dall, 1908)
- Limatula tadena (Iredale, 1939)
- Limatula tensa (Iredale, 1939)
- Limatula textilis Wang, 1990
- Limatula thalassae J. A. Allen, 2004
- Limatula trulla Marwick, 1926 †
- Limatula vancouverensis F. R. Bernard, 1978
- Limatula vermicola Kilburn, 1975
- Limatula vigilis Fleming, 1978
- Limatula vladivostokensis (Scarlato, 1955)
- Limatula waiaotea Laws, 1944 †
- Limatula waipipiensis C. A. Fleming, 1978 †
- Limatula waitahana C. A. Fleming, 1978 †